# Luigi Giordani
Luigi Giordani (Santa Maria Codifiume, 13 de outubro de 1822 – Ferrara, 21 de abril de 1893) foi um cardeal da Igreja Católica italiano, arcebispo de Ferrara.

## Biografia
Estudou nos Seminários de Ferrara e Bolonha, obteve um doutorado em teologia e mais tarde, obteve o doutorado em direito em Roma; finalmente, estudou diplomacia na Pontifícia Academia dos Nobres Eclesiásticos, em Roma.
Foi ordenado padre em 19 de setembro de 1846, pelo arcebispo de Ferrara, Dom Ignazio Giovanni Cadolini. Durante a agitação política de 1848, mudou-se para San Marino. Denunciando criticamente os expoentes da República Romana em uma carta a seu pai em 1849, a carta foi interceptada, causando sua prisão. Transferido para Roma, foi libertado após a intervenção do general Giuseppe Galletti, conhecido da família, que assim o poupou de graves consequências.
Em 1852, foi nomeado Prelado doméstico de Sua Santidade. Foi assistente do cardeal Giacomo Antonelli. Delegado apostólico na cidade de Ascoli Piceno em dezembro de 1852, onde liderou, entre outras coisas, a distribuição de socorros durante a epidemia de cólera. Delegado apostólico em 1856 para a cidade de Velletri, onde se encarregou de controlar o banditismo, organizar a gendarmeria e os corpos militares. Delegado apostólico na cidade de Perugia em 1859. Conselheiro da Sagrada Consultoria de Finanças, em 1859. Em 1863, tornou-se clérigo da Câmara Apostólica e foi auditor da Sagrada Rota Romana por quatro anos.
Nomeado bispo auxiliar de Ferrara em 6 de março de 1871 pelo Papa Pio IX, foi consagrado em 19 de março, como bispo titular de Philadelphia in Arabia, na Igreja de Santa Maria Annunziata a Tor de' Specchi por Luigi Vannicelli Casoni, arcebispo de Ferrara. Foi vigário capitular de Ferrara por ocasião da morte do cardeal Vanicelli Casoni, em 21 de abril de 1877. Foi promovido a arcebispo metropolitano de Ferrara em 22 de junho de 1877, nesse mesmo dia recebendo o pálio.
Foi criado cardeal pelo Papa Leão XIII, no Consistório de 14 de março de 1887, recebendo o barrete vermelho e o título de cardeal-presbítero de Santos Silvestre e Martinho nos Montes em 17 de março do mesmo ano.
Faleceu em 21 de abril de 1893, em Ferrara. Velado na Catedral de Ferrara, foi sepultado na capela do capítulo metropolitano no Cimitero della Certosa de Ferrara.